# フランス領インド

フランス領インド
Inde française (フランス語)

国の標語: Liberté, Égalité, Fraternité（フランス語）
自由、平等、友愛国歌: La Marseillaise（フランス語）
ラ・マルセイエーズ

最盛期のフランス領インド（1741年 - 1754年）

フランス領インド（フランスりょうインド、フランス語: Inde française、正式にはフランス語: Établissements français dans l'Inde）は、インド亜大陸に点在する5つの飛び地からなるフランスの植民地であり、もともとはフランス東インド会社の商館だった。1950年と1954年に事実上インド共和国に組み込まれた。飛び地は、コロマンデル海岸、ポンディシェリ、カーライッカール、ヤーナム（アーンドラ・プラデーシュ州）、マラバール海岸上のマーヒ、そしてベンガルのシャンデルナゴルであった。フランスは他の町にも複数のロッジ（小規模な交易所）を所有していたが、1816年以降、イギリスはこれらに対するフランスの権利をすべて否定し、フランスが再占領することはなかった。
1950年までには、総面積は510 km2 (200 sq mi)に達し、その内293 km2 (113 sq mi)はポンディシェリに属していた。1936年には植民地の人口は合計で298,851人に達し、その内63%（187,870人）はポンディシェリに住んでいた。

## 背景

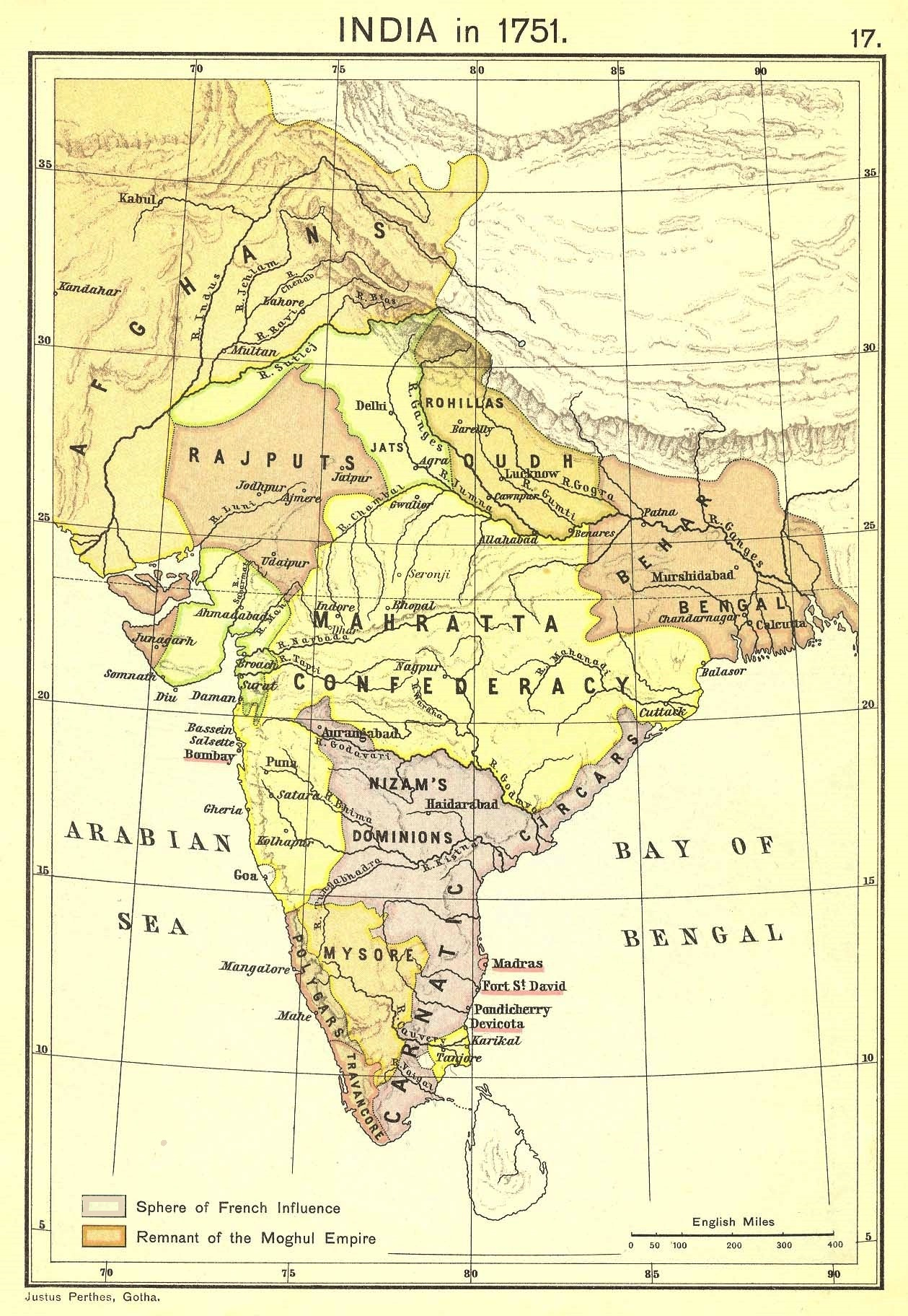
フランスの影響がピークに達した時のインド（1751年）

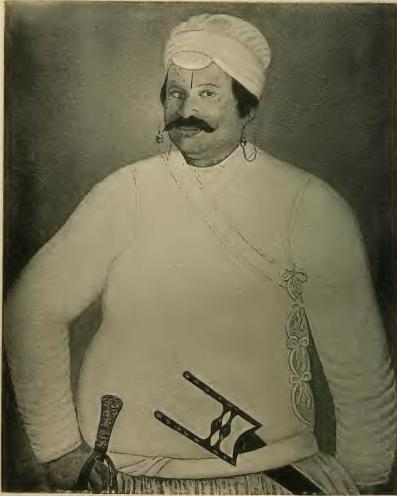
アナンダ・ランガ・ピライの肖像画

植民地ヤナム

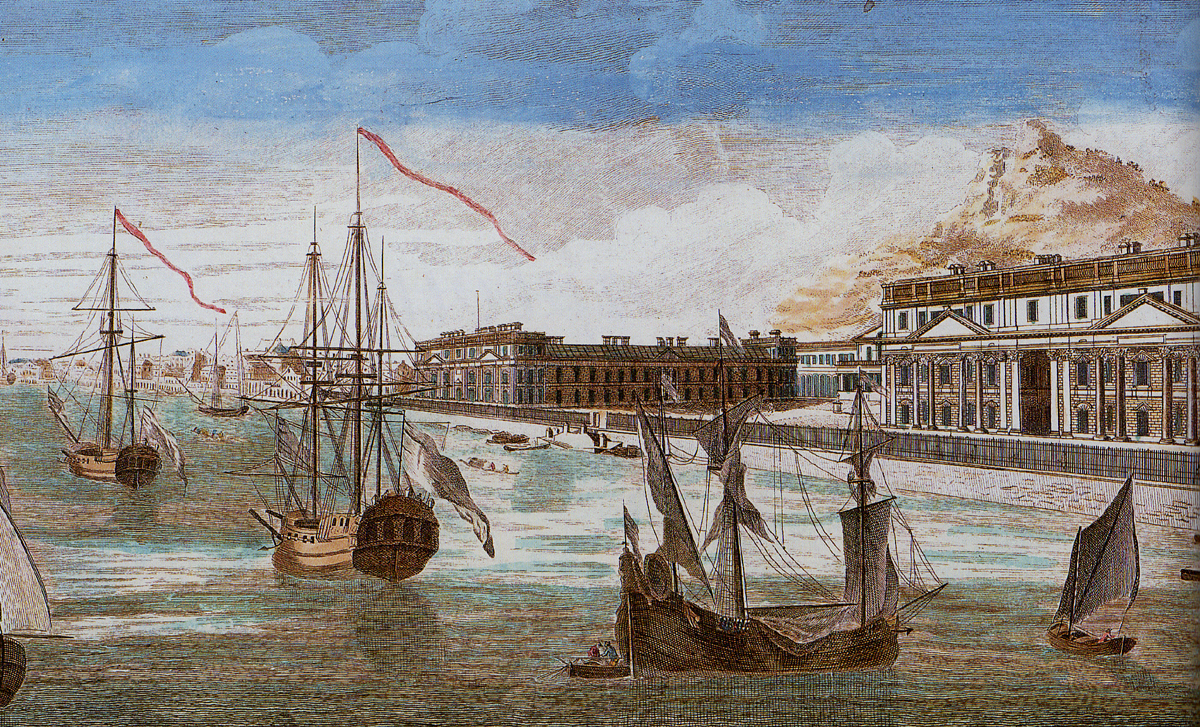
18世紀後半のポンディシェリの景色

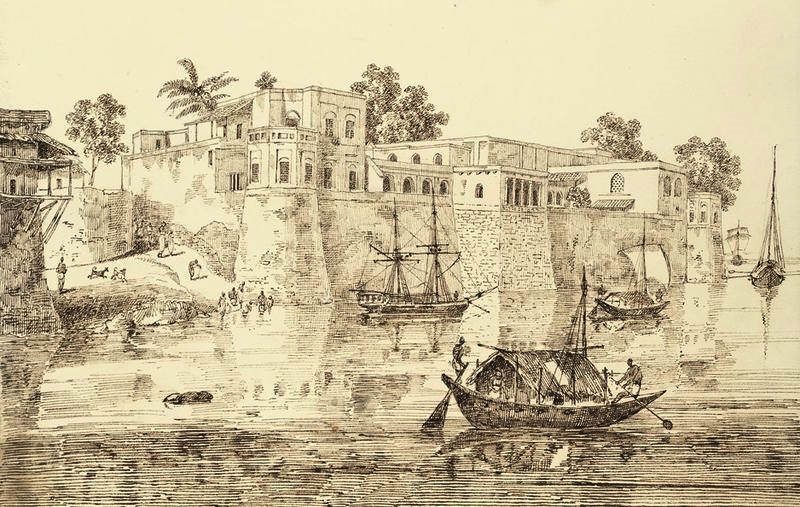
ガンジス川のパトナのフランス商館

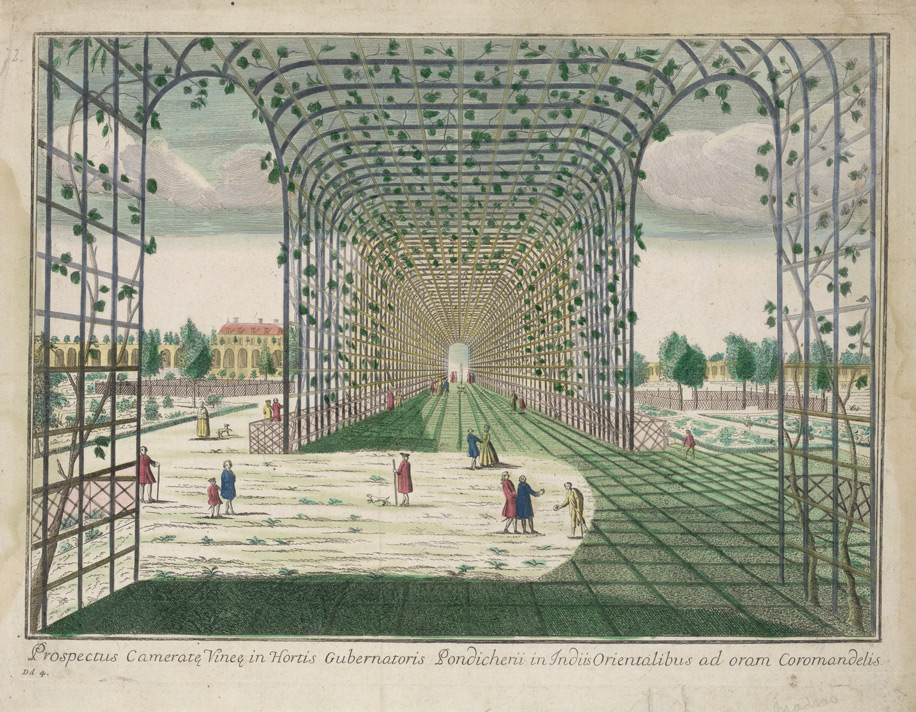
ポンディシェリにある統治者の庭（18世紀）

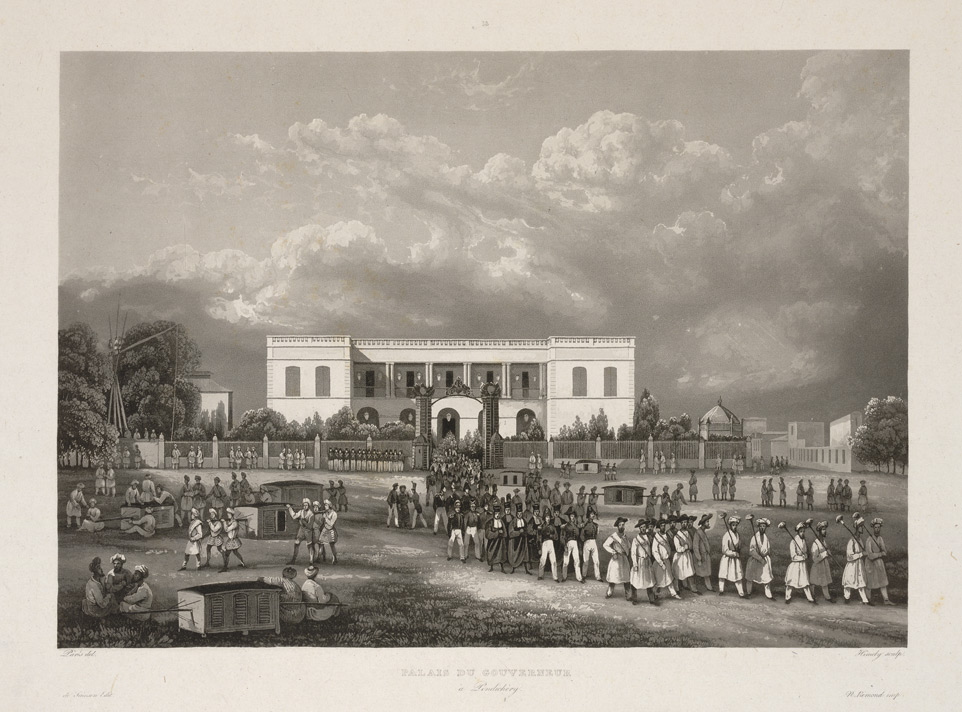
ポンディシェリの統治者の神殿（1850年）

フランスは、17世紀ヨーロッパの主要な海事大国の中で、最後に東インド貿易に参入した国であった。1600年のイギリス東インド会社の設立と1602年のオランダ東インド会社の設立の60年後、そしてこの二つの会社がインドの海岸で商館を増やしていた時、フランスはまだ東洋に運行可能な貿易会社や単一の恒久的施設を持っていなかった。
歴史家は、フランスの東インド貿易への参入が遅れたことを説明しようとして、フランスの首都パリが内陸に位置していること、フランスの太平洋岸商人が、遠い東インドとの実行可能な貿易企業を発展させるために必要な大規模な投資に対する欲望をほとんど持っていないことなどの、地政学的状況を用いている。

## 歴史

### インドへの最初の航海（16世紀）
インドへの最初のフランスの商業遠征は、16世紀前半、フランス国王フランソワ1世の治世に行われたと考えられている。ルーアンの商人によって東方貿易のために2隻の船を用意し、ル・アーブルを出航したが、その後消息を絶った。1604年、会社はアンリ4世から勅許状が与えられたが、計画は失敗に終わった。1615年に新たな勅許状が発行され、2隻の船がインドに向かったが、そのうち1隻しか帰還しなかった。
フランス東インド会社（La Compagnie française des Indes orientales）は、リシュリューの後援の下で1642年に設立され、その後1664年にジャン＝バティスト・コルベールによって再編され、彼の指揮のもとマダガスカルへの遠征が行われた。

### インドにおける最初の商館（1668年）
1667年、フランス東インド会社は、フランソワ・カロン（マルカラという名前のペルシャ人を同伴していた）の指揮下で別の遠征隊を派遣した。遠征隊は1668年にスラトに到着し、インドで最初のフランス商館を設立した。

### インドでのフランスの拡大（1669年 - 1672年）
1669年、マルカラはマチリーパトナムに新たなフランス商館を設立することに成功した。1672年、フランスはセント・トーマス砦を占領したが、長期にわたる犠牲の大きい包囲戦の末、オランダ軍によって追い出された。シャンデルナゴルは、1692年にムガル帝国ベンガル総督シャイスタ・ハーン太守の許可を得て設立された。1673年、フランスはビジャープル王国のスルタンの下にあるバリカンダプランのキラダーからポンディシェリの土地を獲得し、ポンディシェリの基盤が築かれた。しかし、1720年までに、フランスはスーラト、マチリーパトナム、バンテンの商館をイギリス東インド会社に奪われた。

### ポンディシェリでの植民地の設立（1673年）
1673年2月4日、フランスの将校であるベランジェ・ド・レスピネーがポンディシェリのデンマークのロッジに居住し、これによりフランスのポンディシェリ統治が始まった。1674年、初代総督フランソワ・マルティンが、小さな漁村だったポンディシェリを繁栄する港町への発展させるため、大規模な計画を開始した。しかし、フランスはオランダやイギリスとの対立が絶えなかった。1693年、オランダがポンディシェリを占領し、要塞を増強したが、1697年9月20日に締結されたレイスウェイク条約により、フランスは1699年にポンディシェリをフランス領として回復した。

### ヤナムでの植民地の設立（1723年）とカーライッカールでの植民地の設立（1739年）
フランスがインドに到着してから1741年までの間、イギリスと同様、フランスの目的は純粋に商業的なものであった。この時期、フランス東インド会社は平和的に領土を拡大し、1723年にヤナム（ポンディシェリから北東に約840キロメートル または 520マイル）、1725年にマラバール海岸のマーヒ、1739年にカーライッカール（ポンディシェリから南に約150キロメートル または 93マイル）を獲得した。18世紀初頭、ポンディシェリの町は碁盤目状に整備され、大きく発展した。ピエール・クリストフ・ル・ノワール（1726年 - 1735年）やピエール・ブノワ・デュマ（1735年 - 1741年）のような有能な総督のもと、ポンディシェリの領域は拡大し、豊かな大都市へと成長した。

### インドにおけるフランス帝国樹立の野望とその敗北（1741年 - 1754年）
1741年に着任して間もなく、フランス領インドで最も有名な総督ジョゼフ・フランソワ・デュプレクスは、インドにフランス帝国を樹立するという野望を抱くようになった。しかし、遠く離れた上層部やフランス政府の、イギリスを刺激したくないという姿勢を明確にしており、デュプレクスの野望には無関心であった。デュプレクスの野望はインドにおけるイギリスの利権と対立し、フランスとイギリスが公式に和平状態であった僅かな時期でさえ、軍事的な小競り合いや政治的陰謀が続いた。シャルル・ジョゼ・カステルナウの指揮下で、デュプレクスの軍隊はハイデラバードからコモリン岬に至る地域の制圧に成功した。しかし、イギリスの将校ロバート・クライヴが1744年にインドに到着すると、デュプレクスのフランス帝国樹立の野望は打ち砕かれた。
敗北と和平交渉失敗の末、デュプレクスは1754年に急遽解任され、フランスへ呼び戻された。

### フランス vs イギリス（1754年 - 1871年）
フランスとイギリスは、条約を結んでインドにおける問題に関して相互不干渉を定めていたが、両国の植民地拡大の陰謀は続いた。フランスは、ベンガル太守の宮廷での影響力を拡大し、ベンガルでの貿易活動を増やした。1756年、フランス軍はベンガル太守シラージュ・ウッダウラに、コルカタにあるイギリスのウィリアム要塞を攻撃して奪うように勧めた。これにより、1757年にイギリスとベンガル太守・フランスの同盟の間でプラッシーの戦いが勃発し、イギリスは決定的な勝利を収めた。こうしてベンガル地域全体にイギリスの力が拡大した。
続いて、フランスはラリー・トレンダルをインドに派遣し、奪われた領土の奪還や、イギリスをインドから追い出すことを試みた。ラリーは1758年にポンディシェリに到着し、カダルール地区のセント・デイヴィッド要塞を破壊するなど当初は成功を収めたが、ラリーの戦略ミスによりハイデラバード地域を喪失した。また1760年にヴァンディヴァッシュの戦い、ポンディシェリー包囲戦が勃発した。1761年、イギリス軍はフランス軍による略奪行為への復讐としてポンディシェリを徹底的に破壊し、ポンディシェリは4年間廃墟と化した。また、フランスは現在の南インドにおける支配域を喪失した。
1765年、イギリスとのパリ条約により、フランスはポンディシェリを回復した。総督ジャン・ロー・デ・ローリストンは、以前の設計で町を再建することを決め、5か月後に200のヨーロッパ風家屋と2000のタミル人の家屋が建てられた。1769年、フランス国王は、厳しい財政状況にあったフランス東インド会社を廃止し、フランス領インドの管理を受け継いだ。後の50年間、ポンディシェリはフランスとイギリスの間での定期的な戦争とその平和条約によって支配権が交代した。
ナポレオン戦争終結後の1816年、フランスは5つの商館（ポンディシェリ、シャンデルナゴル、カーライッカール、マーヒ、ヤナム）と、3つのロッジ（マチリーパトナム、カリカット、スーラト）を回復した。ポンディシェリはかつての栄光の多くを失い、シャンデルナゴルは急成長中のイギリスの大都市カルカッタの北に位置する取るに足らない前哨基地にまで衰退した。歴代総督は、この後138年間でインフラ、産業、法律、教育の改善を試みたが、結果はまちまちであった。
1871年1月25日の法令により、フランス領インドは、選挙で選ばれた総評議会（conseil général）と選挙で選ばれた地方評議会（conseil local）を持つことになっていた。この措置の結果はあまり満足のいくものではなく、議員資格と選挙権が与えられる階級が変更された。総督はポンディシェリに居住し、議会の支援を受けた。また、ポンディシェリとカーライッカールには第一審裁判所が、ポンディシェリにはフランス控訴院が、そして5つの治安判事が置かれた。農業生産物は、米、ピーナッツ、タバコ、ビンロウジ、野菜で構成されていた。

### 独立運動（18世紀-20世紀）とインドとの合併（1954年）
1947年8月15日のインドの独立は、フランス領インドと旧イギリス領インドとの統合に弾みをつけた。マチリーパトナム、カリカット、スーラトのロッジは、1947年10月にインドに譲渡された。1948年に、フランスとインドは残りのフランス領インドで彼らの政治的未来を決定するための選挙を行うことに合意した。シャンデルナゴル政府は1950年5月2日にインドに譲渡され、1954年10月2日に西ベンガル州に合併された。1954年11月1日、ポンディシェリ、ヤナム、マーヒ、カーライッカールの4つの飛び地は、「事実上」インド連邦に移行され、ポンディシェリ連邦直轄領となった。フランス領インドとインドの正式な統合は、1962年にパリの国会がインドとの条約を批准するまで行われなかった。

## フランス植民地一覧
インドのフランス施設はすべてインド半島に位置していた。これらの施設は以下の通りである。
1. コロマンデル海岸上
  - ポンディシェリと、ポンディシェリ、ビリアンアー（英語版）、バフール（英語版）の各地区からなるその領土
  - カーライッカールとその従属地域
2. オリッサ海岸上
  - ヤナム（英語版）と従属するアルデまたは村で構成されるその領土
  - マチリーパトナムのロッジ
3. マラバール海岸上
  - マーヒとその地域
  - カリカットのロッジ
4. ベンガル
  - シャンデルナゴルとその地域
  - カシムバザー（英語版）、ジャグディア（英語版）、ダッカ、バラソール、パトナの5つのロッジ
5. グジャラート
  - スーラト商館

「ロッジ」という名前は、フランス東インド会社の体制の下で、フランスが旗を掲げて交易所を作る権利を持っていた、隣接する土地のある家からなる商館または断熱施設で付けられた。

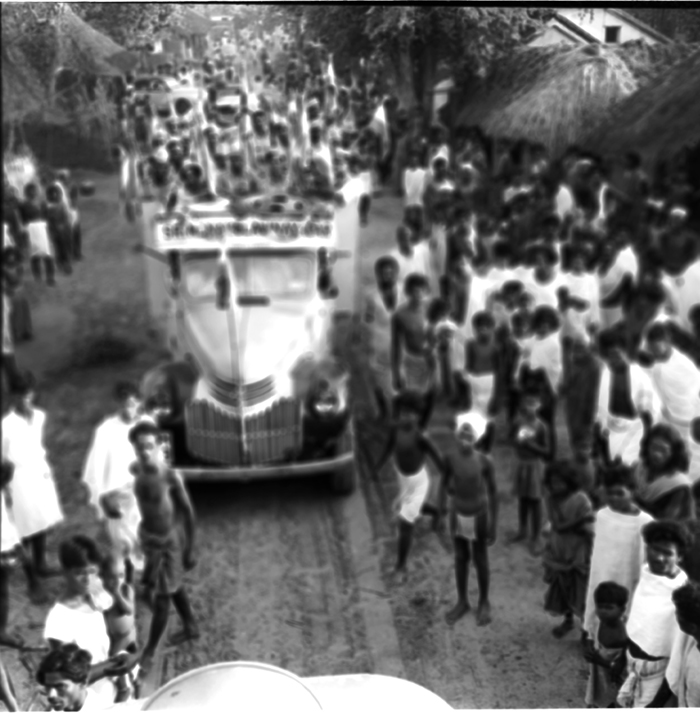
インドにおけるフランス領の合併促進運動（1954年）
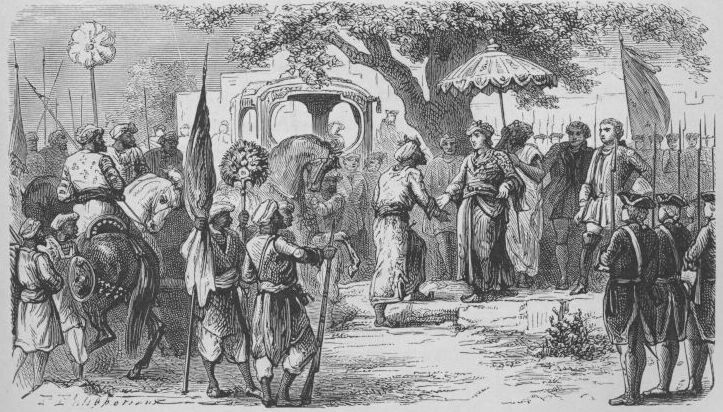
デカンのサウダバール、ムザッファル・ジャングに会うデュプクレス
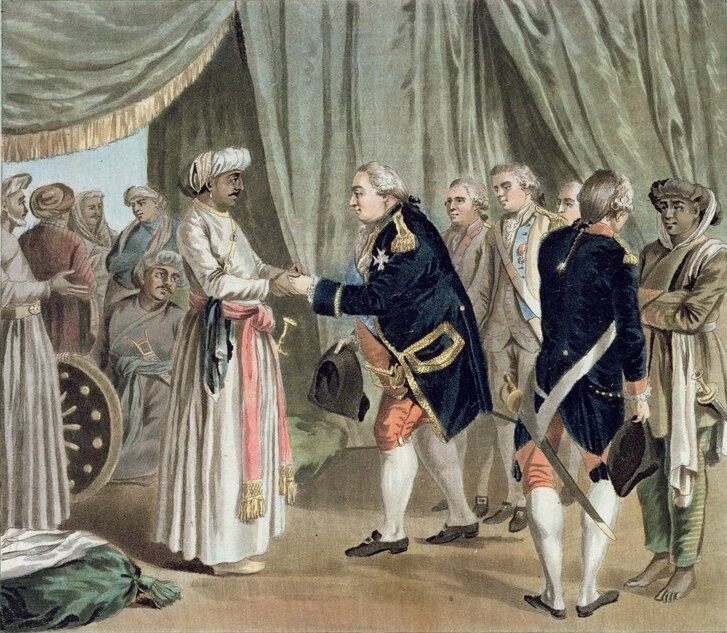
Suffren meeting with ally Hyder Ali in 1782, J. B. Morret engraving, 1789
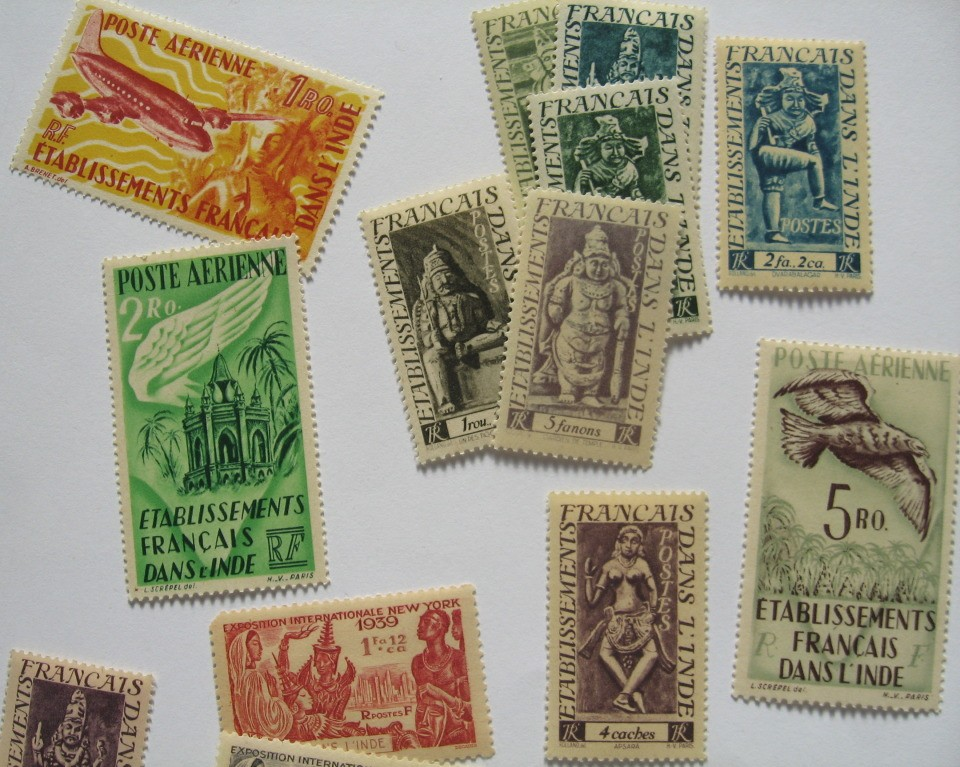
フランス領インドの切手
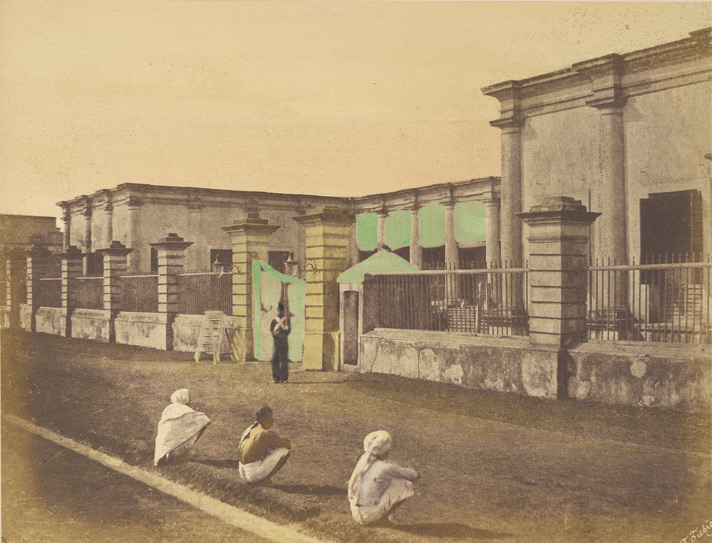
シャンデルナゴル政府（1850年）

## 最高統治者一覧

### 弁務官
- フランソワ・カロン（1668年 - 1672年）
- フランソワ・バロン（1672年 - 1681年）
- フランソワ・マルタン（英語版）（1681年 - 1693年11月）
- オランダによる占領（1693年9月 - 1699年9月） - レイスウェイク条約（1697年）

### 総督
フランス東インド会社統治の時代、最高責任者の称号は、ほとんどの場合、ポンディシェリ総督と東インドにおけるフランス植民地総督（フランス語: Gouverneur de Pondichéry et commandant général des établissements français aux Indes orientales）であった。1816年以降、称号はインドにおけるフランス商館の総督（フランス語: Gouverneur des établissements français de l'Inde'）であった。
- フランソワ・マルタン（英語版）（1699年9月 - 1706年12月31日）
- Pierre Dulivier（英語版）（1707年1月 - 1708年7月）
- Guillaume André d'Hébert（英語版）（1708年 - 1712年）
- Pierre Dulivier（英語版）（1712年 - 1717年）
- Guillaume André d'Hébert（英語版）（1717年 - 1718年）
- Pierre André Prévost de La Prévostière（英語版）（1718年8月 - 1721年10月11日）
- Pierre Christoph Le Noir（英語版）（仮、1721年 - 1723年）
- Joseph Beauvollier de Courchant（英語版）（1723年 - 1726年）
- Pierre Christoph Le Noir（英語版）（1726年 - 1734年）
- ピエール＝ベノワ・デュマ（英語版、フランス語版）（1734年 - 1741年）
- ジョゼフ・フランソワ・デュプレクス（1742年1月14日 - 1754年10月15日）
- シャルル・ゴドウー（英語版）（仮、1754年）
- Georges Duval de Leyrit（英語版）（1754年 - 1758年）
- ラリー・トレンダル（英語版）（1758年 - 1761年1月）
- イギリスによる占領（第一回）（1761年1月15日 - 1765年6月25日）－パリ条約
- ジャン・ロー・デ・ローリストン（英語版）（1765年 - 1766年）
- Antoine Boyellau（1766年 - 1767年）
- ジャン・ロー・デ・ローリストン（英語版）（1767年 - 1777年1月）

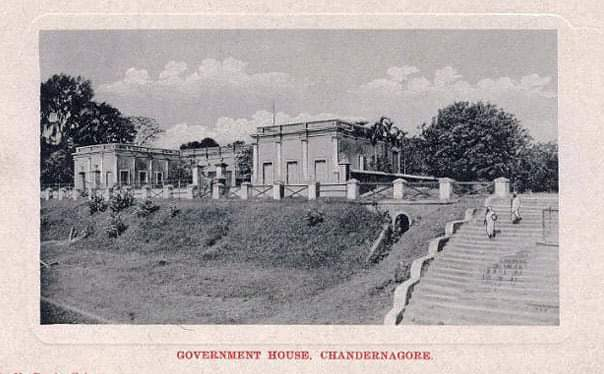
Chandernagor Government House

- イギリスによる占領（第二回）（1778年 - 1783年）– パリ条約
- Guillaume de Bellecombe, seigneur de Teirac（1777年1月 - 1778年）
- Charles Joseph Pâtissier, Marquis de Bussy-Castelnau（1783年 - 1785年）
- François, Vicomte de Souillac（1785年）
- David Charpentier de Cossigny（1785年10月 - 1787年）
- Thomas, comte de Conway（1787年10月 - 1789年）
- Camille Charles Leclerc, chevalier de Fresne（1789年 - 1792年）
- Dominique Prosper de Chermont（1792年11月 - 1793年）
- L. Leroux de Touffreville（1793年）
- イギリスによる占領（第三回）（1793年8月23日 - 1802年6月18日）— アミアンの和約（1802年）
- Charles Matthieu Isidore, Comte Decaen（1802年6月18日 - 1803年8月）
- Louis François Binot（1803年）
- イギリスによる占領（第四回）（1803年8月 - 1816年9月26）— パリ条約
- André Julien Comte Dupuy（1816年9月26日 - 1825年10月）
- Joseph Cordier, Marie Emmanuel（仮、1825年10月 - 1826年6月19日）
- Eugène Desbassayns de Richemont（1826年 - 1828年8月2日）
- Joseph Cordier, Marie Emmanuel（仮、1828年8月2日 - 1829年4月11日）
- Auguste Jacques Nicolas Peureux de Mélay（1829年4月11日 - 1835年5月3日）
- Hubert Jean Victor, Marquis de Saint-Simon（1835年5月3日 - 1840年4月）
- Paul de Nourquer du Camper（1840年4月 - 1844年）
- Louis Pqjol（英語版）（1844年 - 1849年）
- Hyacinthe Marie de Lalande de Calan（1849年 - 1850年）
- Philippe Achille Bédier（1851年 - 1852年）
- Raymond de Saint-Maur（1852年8月 - 1857年4月）
- Alexandre Durand d'Ubraye（1857年4月 - 1863年1月）
- Napoléon Joseph Louis Bontemps（1863年1月 - 1871年6月）
- Antoine-Léonce Michaux（1871年6月 - 1871年11月）
- Pierre Aristide Faron（1871年11月 - 1875年）
- Adolph Joseph Antoine Trillard（1875年 - 1878年）
- Léonce Laugier（1879年2月 - 1881年）
- Théodore Drouhet（1881年 - 1884年10月）
- Étienne Richaud（1884年10月 - 1886年）
- Édouard Manès（1886年 - 1888年）
- Georges Jules Piquet（1888年 - 1889年）
- Louis Hippolyte Marie Nouet（1889年 - 1891年）
- Léon Émile Clément-Thomas（1891年 - 1896年）
- Louis Jean Girod（1896年 - 1898年2月）
- François Pierre Rodier（1898年2月 - 1902年1月11日）
- Louis Pelletan（仮、1902年1月）
- Victor Louis Marie Lanrezac（1902年 - 1904年）
- Philema Lemaire（1904年8月 - 1905年4月）
- Joseph Pascal François（1905年4月 - 1906年10月）
- Gabriel Louis Angoulvant（1906年10月 - 1907年12月3日）
- Adrien Jules Jean Bonhoure（1908年 - 1909年）
- Ernest Fernand Lévecque（1909年 - 1910年7月9日）
- Alfred Albert Martineau（1910年7月9日 - 1911年7月）
- Pierre Louis Alfred Duprat（1911年7月 - 1913年11月）
- Alfred Albert Martineau（1913年11月 - 1918年6月29日）
- Pierre Étienne Clayssen（仮、1918年6月29日 - 1919年2月21日）
- Louis Martial Innocent Gerbinis（1919年2月21日 - 1926年2月11日）
- Henri Léo Eugène Lagroua（仮、1926年2月11日 - 8月5日）
- Pierre Jean Henri Didelot（1926年 - 1928年）
- Robert Paul Marie de Guise（1928年 - 1931年）
- François Adrien Juvanon（1931年 - 1934年）
- Léon Solomiac（1934年8月 - 1936年）
- Horace Valentin Crocicchia（1936年 - 1938年）
- Louis Alexis Étienne Bonvin（1938年9月26日 - 1945年）
- Nicolas Ernest Marie Maurice Jeandin（1945年 - 1946年）

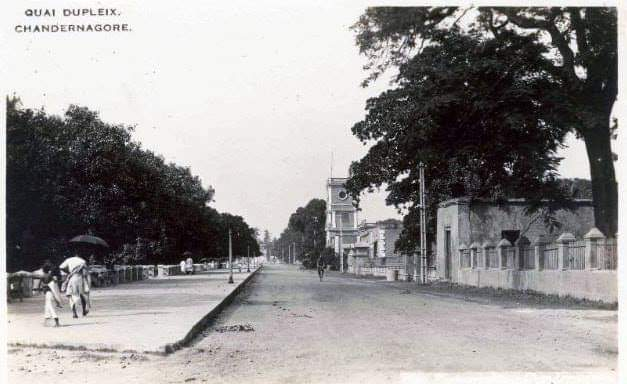
Quai Dupleix at Strand Road Chandernagor

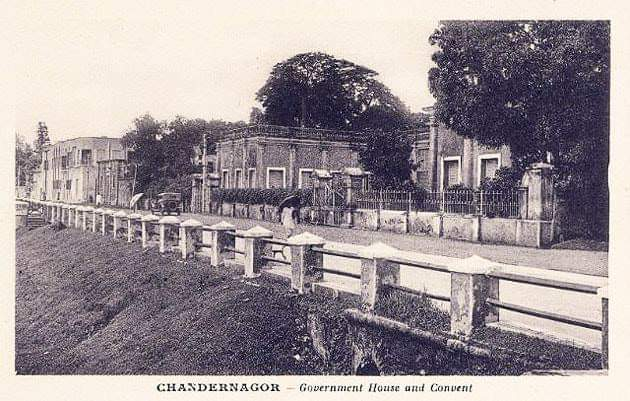
Chandernagor Government House and Convent

- Charles François Marie Baron（英語版）（1946年5月20日 - 1947年8月20日）

フランス領インドは、1946年にフランスの海外領土となった。

### 弁務官
- Charles François Marie Baron（1947年8月20日 - 1949年5月）
- Charles Chambon（1949年5月 - 1950年7月31日）
- André Ménard（1950年7月31日 - 1954年10月）
- ジョルジュ・エスカラゲイル（1954年10月 - 11月1日）

フランス領インドは、事実上1954年にインド共和国に移行された。

### 高等弁務官
The first High Commissioner, Kewal Singh was appointed immediately after the Kizhoor referendum on 21 October 1954 as per Foreign Jurisdiction Act, 1947.:964 The Chief Commissioner had the powers of the former French commissioner, but was under the direct control of the Union Government.:198
高等弁務官のリストは以下のとおりである:977
| No. | 名前                     | Took office    | Left office    |
| --- | ------------------------ | -------------- | -------------- |
| 1   | Kewal ・Singh            | 1954年10月21日 | 1956年11月16日 |
| 2   | M.K.・Kripalani:103      | 1956年11月17日 | 1958年8月27日  |
| 3   | Lal Ram Saran・Singh:197 | 1958年8月30日  | 1961年2月8日   |
| 4   | Sisir Kumar・Dutta       | 1961年5月2日   | 1963年8月1日   |
| 5   | K.J.・Somasundaram       | 1963年8月2日   | 1963年10月13日 |